# Matrylokalność
Matrylokalność, matrylokalizm – zasada wynikająca ze zwyczaju
obecnego w pewnych kręgach kulturowych, według którego para po zawarciu związku
małżeńskiego zamieszkuje w miejscu lub w pobliżu miejsca zamieszkania rodziny żony. Występuje ona np. w Laosie. 
Rodzina matrylokalna to młode małżeństwo osiadłe w domu rodziców panny młodej.